# شاونفلد ۵۹۲۶
سیارک ۵۹۲۶ (به انگلیسی: 5926 Schonfeld، نامگذاری:1929PB) پنج هزار و نهصد و بیست و ششمین سیارک کشف شده‌است که در ۴ اوت ۱۹۲۹ و در هایدلبرگ کشف شد.
قدر مطلق سیارک برابر ۱۴٫۱۰ است.